# Labor Pains
Labor Pains är en amerikansk romantisk komedifilm från 2009. Filmen regisserades av Lara Shapiro, och manus skrevs av henne och Stacey Kramer. Medverkande skådespelare är bland andra Lindsay Lohan, Aaron Yoo, Janeane Garofalo, Cheryl Hines, Bonnie Somerville, Willie Garson, Creed Bratton, Bridgit Mendler, Chris Parnell, Christa Campbell, Luke Kirby och Kevin Covais.

## Handling
En ung kvinna vid namn Thea Clayhill (Lindsay Lohan) låtsas vara gravid så att hon inte ska få sparken från jobbet. När hon märker att folk är snälla mot henne och det ger henne förmåner, försöker hon att hålla lögnen levande i nio månader.